# Orden del navío
La Orden del navío u Orden de San Nicolás (en francés, Ordre du navire) fue una orden de caballería fundada por el rey Luis IX de Francia en 1270 con motivo de su última expedición a África y a Palestina.
Tenía por blasón un doble collar de conchas o medias lunas del que pendía un medallón u óvalo con un bajel en medo de las olas con esta leyenda: non credo tempori. Más adelante fue restablecida esta orden en el reino de Nápoles. 